# Santa Dorotea (titre cardinalice)
Le titre cardinalice de Santa Dorotea (Sainte Dorothée) est érigé par le pape François le 12 juin 2014. Il est attaché à l'église homonyme située dans le quartier Trastevere, à l'Ouest de Rome. 

## Titulaires
| - Javier Lozano Barragan (2014-2022) - Jorge Jiménez Carvajal (depuis 2022) |